# Christa Lehmann (Schauspielerin)
Christa Lehmann (* 30. März 1921; † 18. Oktober 1992 in Weimar) war eine deutsche Schauspielerin und Theaterregisseurin. Zudem lehrte sie als Professorin an der Musikhochschule Weimar.

## Leben
Ihren Schauspielunterricht erhielt Lehmann an der Schauspielschule des Deutschen Theaters in Berlin, ehe sie über ein Engagement in Frankfurt (Oder) 1947 nach Weimar kam. Hier spielte sie ihre erste Rolle unter der Regie von Lothar Müthel mit Hebbels Marianne. Über 25 Jahre wirkte sie hiernach am Deutschen Nationaltheater Weimar, wo sie sich zu einer überregionalen bekannten Persönlichkeit im Bereich Schauspiel und Regie entwickelte. Ab 1959 war Lehmann als Hochschullehrerin an der Weimarer Musikschule tätig. Zu dieser Zeit folgten auch ihre ersten Regiearbeiten an der Opernschule (Dreigroschenoper, Der Barbier von Sevilla). An dieser Spielstätte wurde sie zum Ehrenmitglied und Professorin ernannt.
Später war die vitale Schauspielerin auch im Film zu sehen. Bei der DEFA spielte sie zum Beispiel in Hans Röckle und der Teufel (1974), Die Verlobte (1980) oder Klassikerverfilmungen wie Kabale und Liebe (1959) und Lotte in Weimar (1975). Besonders als die grantelnde Tagelöhnerin Habersaat in dem Fernsehmehrteiler Wege übers Land (1968) blieb Lehmann auch dem Fernsehpublikum der damaligen DDR in Erinnerung.

## Filmografie
- 1959: Kabale und Liebe
- 1968: Wege übers Land (TV-Mehrteiler)
- 1971: Du und ich und Klein-Paris
- 1971: Die kürzeste Nacht (TV)
- 1973: Zement (Fernsehfilm, 2 Teile)
- 1974: Hans Röckle und der Teufel
- 1975: Lotte in Weimar
- 1975: Bin ich Moses? (TV)
- 1977: Unterwegs nach Atlantis
- 1977: Rotkäppchen (Sprechrolle)
- 1977: Die unverbesserliche Barbara
- 1978: Die Schildkröte hat Geburtstag (Kurzanimationsfilm, Sprechrolle)
- 1980: Die Verlobte
- 1984: Eine sonderbare Liebe

## Theater

### Schauspielerin
- 1965: Friedrich Hebbel: Herodes und Mariamne – Regie: Hans-Robert Bortfeldt (Deutsches Nationaltheater Weimar)
- 1966: William Shakespeare: Der Sturm – Regie: Fritz Bennewitz (Deutsches Nationaltheater Weimar)
- 1966: William Shakespeare: Das Wintermärchen – Regie: Fritz Bennewitz (Deutsches Nationaltheater Weimar)

### Regisseurin
- 1976: Armin Stolper: Der Schuster und der Hahn (Deutsches Nationaltheater Weimar)
- 1980: Frances Goodrich/Albert Hackett: Das Tagebuch der Anne Frank (Deutsches Nationaltheater Weimar)

## Hörspiele
- 1971: Günther Rücker: Portrait einer dicken Frau (Die dicke Frau) – Regie: Günther Rücker (Hörspiel – Rundfunk der DDR)
- 1984: Brigitte Hänel: Erläutern Sie die Herstellung eines Sudes Vollbier – Regie: Horst Liepach (Hörspiel – Rundfunk der DDR)
- 1984: Zlatko Seselj: Die Abenteuer der kleinen Magdica (Lehrerin) – Regie: Albrecht Surkau (Kinderhörspiel – Rundfunk der DDR)